# Земо Абаша
Земо Абаша (груз. ზემო აბაშა) — село в Грузії.
За даними перепису населення 2002 року в селі проживає 154 особи.